# François Chapot
Pour les articles homonymes, voir Chapot.
François Chapot est un homme politique français, né le 5 décembre 1811 au Vigan (Gard) et mort le 8 février 1856 à Venise (Italie). 

## Mandats
- Député du Gard (1848-1851)
- Secrétaire de l'Assemblée nationale (1849-1851)

## Sources
- « François Chapot », dans Adolphe Robert et Gaston Cougny, Dictionnaire des parlementaires français, Edgar Bourloton, 1889-1891 [détail de l’édition]
- « Chapot », dans Dictionnaire biographique du Gard, Paris, Flammarion, coll. « Dictionnaires biographiques départementaux » (no 45), 1904 (BNF 35031733), p. 161-165.